# بانک ریاض
بانک ریاض (انگلیسی: Riyad Bank) شرکت خدمات مالی و بانکداری عربستانی است، که در سال ۱۹۵۷ تأسیس شد. شعبه مرکزی بانک ریاض در شهر ریاض قرار دارد و بخشی از سهام آن در بازار بورس تداول معامله می‌شود.